# Dick Vance
Dick Vance (* 28. November 1915 in Mayfield (Kentucky) als Richard Thomas Vance; † 31. Juli 1985 in New York City) war ein US-amerikanischer Jazz-Trompeter und Arrangeur.
Vance wuchs in Cleveland auf, wo er zunächst Violine lernte. Als Trompeter spielte er in Cleveland bei J. Frank Terry, bevor Mitglied der Lil Armstrong Band wurde, der er 1934/35 angehörte. Er zog dann nach New York City und spielte bei Willie Bryant, Kaiser Marshall und Fletcher Henderson (1936–38); in Hendersons Band war er der Lead-Trompeter und sang auch gelegentlich. 1939 ging er zum Chick Webb Orchester und blieb auch nach Übernahme der Leitung durch Ella Fitzgerald in der Band. In den nächsten Jahren arbeitete er bei Charlie Barnet, Don Redman, Eddie Heywood (1944/45) und Ben Webster. Von 1944 bis 1947 studierte er an der Juilliard School of Music; daneben arbeitete er als Musiker in einem Theater-Orchester und als Arrangeur für Duke Ellington, Harry James, Glen Gray, Cab Calloway, Sarah Vaughan und Earl Hines.
1950 spielte Vance erneut bei Fletcher Henderson in dessen Sextett und ging dann 1951/52 zum Duke Ellington Orchestra. 1953 tourte er mit Don Redman; arbeitete ansonsten in den 1950er Jahren im Savoy Ballroom. In den 1960er Jahren nahm er unter eigenem Namen zwei Alben auf; 1969 ging er mit Eddie Barefields Bearcats auf Tournee. In den 1970er Jahren spielte er bei verschiedenen Broadway-Shows (wie No No Nanette, 1971/72) und unterrichtete am Manhattan Community College.
Vance war im Laufe seiner Karriere auch an Aufnahmen von Benny Carter, Cousin Joe, Billie Holiday/Sy Oliver, Billy Kyles Big Eight, Al Sears, Rex Stewart und Sonny Stitt beteiligt. 